# Dungen
I Dungen sono un gruppo musicale rock svedese formatosi nel 1999 e originario di Stoccolma.

## Discografia

### Album
- 2001 - Dungen
- 2002 - Dungen 2
- 2002 - Stadsvandringar
- 2004 - Ta det lugnt
- 2007 - Tio bitar
- 2008 - 4
- 2010 - Skit i allt
- 2015 - Allas Sak
- 2016 - Häxan

### EP
- 2005 - Ta det lugnt / Tyst minut (12")
- 2009 - Samtidigt (edizione limitata)